# Джордж Альберт Буленджер
Джордж Альберт Буленджер (англ. George Albert Boulenger, 19 жовтня 1858 — 23 листопада 1937) — бельгійсько-британський зоолог, який описав і дав наукові назви понад 2000 нових видів тварин, в основному риб, рептилій і амфібій. Буленджер також займався ботанікою протягом останніх 30 років свого життя, особливо активно у вивченні троянд.

## Життєпис
Буленджер народився 19 жовтня 1858 року в Брюсселі, Бельгія. Єдиний син Густава Буленджера, бельгійського нотаріуса, і Жюльєтт П'єрар де Валансьєн. Закінчив в 1876 році Вільний університет Брюсселя зі ступенем бакалавра в галузі природничих наук, і деякий час працював в Королівському бельгійському інституті природничих наук в Брюсселі асистентом-натуралістом з вивчення амфібій, рептилій і риб. Крім того, у цей час він часто навідувався до Національного музею природознавства в Парижі і Британського музею в Лондоні.
У 1880 році він був запрошений на роботу в Музей природознавства (Лондон), який згодом став відділом Британського музею. Там під керівництвом д-ра Альберта Гюнтера, займався каталогізацією колекції амфібій. Щоб працювати у Британському музеї, Буленджер повинен був стати британським підданим. У 1882 році став асистентом першого класу на департаменту зоології у музеї і залишався на цій посаді до своєї відставки в 1920 році.
Після свого відходу з Британського музею, Буленджер вивчав троянди і опублікував 34 статті на ботанічну тематику і два томи про троянди Європи.
Він помер в Сен-Мало, Франція. Його син, Едвард Джордж Буленджер (1888—1946), став також зоологом.

## Діяльність
Джордж Альберт Буленджер був неймовірно методичним і мав дивовижну пам'ять. Він пам'ятав кожен зразок і наукову назву, які він коли-небудь бачив. Він також мав надзвичайні здібності у граматиці, не користувався чернетками, а роботи відправляв до видавця без правок.
Він також грав на скрипці, вільно володів французькою, німецькою та англійською мовами, знав усну іспанську та італійську мови. Як зоолог, мав практичне знання грецької мови і латини.
Буленджер опублікував 875 праць загальним об'ємом понад 5000 сторінок, а також 19 монографій про риб, амфібій і рептилій. Список його публікацій та описаних видів охоплює 77 друкованих сторінок.
Він описав 1 096 видів риб, 556 видів амфібій і 872 видів рептилій. Він був членом Американського товариства іхтіологів і герпетологів і обраний його першим почесним членом в 1935 році. У 1937 році Бельгія присвоїла йому орден Леопольда I, вищу нагороду що присуджується цивільній особі.